# Новая Слободка (Плавский район)
Новая Слободка — деревня в Плавском районе Тульской области в составе Молочно-Дворского сельского поселения

## География
Деревня находится в юго-западной части Тульской области на расстоянии приблизительно 6 км на запад-северо-запад по прямой от города Плавск, административного центра района.

## История
В 1926 году здесь (тогда сельцо Слободка или Локна) было учтено 37 дворов, в конце 1930-х годов — 58.

## Население
Постоянное население составляло 420 человек (1926 год), 88 (русские 61 %) в 2002 году, 64 в 2010.